# کوروسولیک اسید
کوروسولیک اسید (به انگلیسی: Corosolic acid) با فرمول شیمیایی C۳۰H۴۸O۴ یک ترکیب شیمیایی با شناسه پاب‌کم ۶۹۱۸۷۷۴ است. که جرم مولی آن ۴۷۲٫۷۰ g/mol می‌باشد. 